# With Time
『With Time』（ウィズ タイム）は、1988年にリリースされた来生たかおの14枚目のオリジナル・アルバム（LP〈規格品番：28MS-0189〉／CT〈規格品番：28CS-0189〉／CD〈規格品番：H32K-20131〉）である。

## 概要
※原則的に、来生たかおは“来生”に省略、来生えつこは“来生えつこ”と表記。
アナログLP盤がリリースされた最後のアルバムで、タイトルには“このアルバムを聴いている時は君と一緒”という意味合いを込めており、来生えつこが用意した候補案から、分かりやすさと字面の良さで選ばれた。なお、一旦は“SCENES”というタイトルに決まっていたが、ニューミュージック系の某アーティストが先んじて似たようなタイトルのアルバムをリリースしていたため、急遽変更になったという。
ジャケットには、短髪の来生自身の写真が用いられている。これは、本アルバムのリリースに先立ち、テニスプレーヤーのペレン・フォースをイメージして髪を短くしていたためで、来生自身もこの写真を気に入っているという。
編曲者の“矢倉銀”は来生のペンネームであり、編曲に加わっている“スタートル”は来生のバックバンドである。

## 復刻盤
- 1991年4月25日：CD（規格品番：KTCR-1059）
- 1995年7月21日：歌手デビュー20周年に際し、CD選書Q盤として高城賢によるデジタルリマスター化（規格品番：KTCR-1569）。
- 2007年3月21日：オリジナル・アルバム、企画アルバムを集めた21枚組CD-BOX『来生たかお大全集』（ユニバーサルミュージック／規格品番：UPCY-6355/75）に1995年版を収録（規格品番：UPCY-6368）。

## パッケージの体裁

### アルバムタイトル
※初出のジャケット表記“With Time”以外のもの
ケースの側面部
- CT：？
- オリジナル版CD・1991年版CD：“ウィズ・タイム”“With Time”の併記

帯
- 1991年版CD：“ウィズ・タイム”

なお、各種ディスコグラフィーによっても表記は片仮名やアルファベットになっている。

### ディスクジャケット
- オリジナル版CD：ジュエルケースにブックレットを挿入
- 1991年版CD：ジュエルケースにオリジナル版CDのものを基調としたブックレットを挿入
- 1995年版CD：ジュエルケースにオリジナル版CDのものを基調としたブックレットを挿入（及び、既出オリジナルアルバムのディスコグラフィー）を挿入
- 2007年版CD：ジュエルケースにオリジナル版CDのものを基調としたブックレットを挿入

LP・CTにおいては、ジャケットだけでなく歌詞カードにも来生自身が写ったカラー写真が用いられている。

### 帯のコピー
- LP：〝恋は飽きもせず 今も記憶たぐりよせる〟（収録曲「青いNovember」の一節）
- オリジナル版CD：〝恋は飽きもせず 今も記憶たぐりよせる〟
- 1991年版CD：記載なし。
- 1995年版CD：？（“20th anniversary”の記載あり）

## 収録曲
LP版・CT版（CD版は省略）
※各曲の収録時間はLPに記載がないためCDに準拠

### SIDE 1
1. 語りつぐ愛に（3：55）
  - 作詞：来生えつこ ／ 作曲：来生たかお ／ 編曲：萩田光雄
  - 第23弾オリジナル・シングル（1989年4月12日リリース）で、ジャケット写真は本アルバムと同じものが使用されている。
  - 1989年1月25日、薬師丸ひろ子がシングル・リリースした提供曲で、日本テレビ系ドラマ『水曜グランドロマン』（1988年10月 - 1989年9月）のテーマソングとして使用された。ディスクでは当アルバムが先行するが、番組主題歌として薬師丸版が最初に発表されたことになる。
2. たそがれに涙して（3：48）
  - 作詞：来生えつこ ／ 作曲：来生たかお ／ 編曲：萩田光雄
  - メロディ的にもすんなり入れる好きな楽曲で、シングル曲の候補としても考えていたという[3]。
3. 甘い偶然（4：10）
  - 作詞：来生えつこ ／ 作曲：来生たかお ／ 編曲：萩田光雄
4. 青いNovember（4：25）
  - 作詞：来生えつこ ／ 作曲：来生たかお ／ 編曲：萩田光雄
  - 第一生命「リード21新作太鼓判シリーズ」テレビCM曲として使用され、第23弾オリジナル・シングル「語りつぐ愛に」のB面（カップリング）にも収録されている。
5. 想いの破片（4：25）
  - 作詞：来生えつこ ／ 作曲：来生たかお ／ 編曲：萩田光雄
  - 元々、松本典子のシングル「雨と水曜日」（1988年10月23日リリース）のB面（カップリング）に収録された提供曲。
  - 片思いに悩む控え目な女性が描かれており、来生はそれまでの姉の歌詞にはあまりないタイプであると感想を述べている[3]。なお、タイトルの“破片”は“かけら”と読ませている。

### SIDE 2
1. Silent Memory（4：37）
  - 作詞：来生えつこ ／ 作曲：来生たかお ／ 編曲：清水信之
  - 第24弾オリジナル・シングル（1989年6月26日リリース）で、TBS系テレビドラマ『花王 愛の劇場 鎌倉ペンション物語』（1989年5月29日 - 7月14日）の主題歌として使用された。
  - 歌詞に登場する“Shadow of your smile”というフレーズは、エリザベス・テイラー、リチャード・バートンが主演した映画『いそしぎ』（The Shadow Of Your Smile, 1965年）の同名で呼ばれる主題歌のことと思われる。
2. 水の消息（3：53）
  - 作詞：来生えつこ ／ 作曲：来生たかお ／ 編曲：矢倉銀 & スタートル
  - 来生えつこによれば、登場する男性は映画『エンゼル・ハート』（1987年）でミッキー・ロークが演じた役柄がモデルになっているという[4]。
  - 本アルバム中、唯一バックバンドの“スタートル”と共に作り上げた楽曲で、来生は、スタジオミュージシャンとは違う味が出ていると評している。また、主語が“俺”になっている数少ない楽曲でもあり、当初“僕”で歌ってみたが、しっくりこなかったという[3]。
3. On The Line（4：41）
  - 作詞：来生えつこ ／ 作曲：来生たかお ／ 編曲：清水信之
  - タイトルをはじめ、歌詞には数々のテニス用語“スライス”“パッシングショット”“ダウン・ザ・ライン”が使われている。
  - 来生は、フィル・スペクターっぽい1960年代後半のアメリカン・ポップスをイメージしたという[3]。
4. 遠い駅（4：31）
  - 作詞：来生えつこ ／ 作曲：来生たかお ／ 編曲：清水信之
5. Made In X'mas（4：19）
  - 作詞：来生えつこ ／ 作曲：来生たかお ／ 編曲：清水信之
  - 年末のコンサートのアンコールを飾る定番曲で、来生えつこは自信作と述べている[5]。
  - 来生は、“来生＝バラード”というイメージを意図的に裏切った曲調にしたという[1]。

## 参加ミュージシャン
- Keyboards：大谷和夫（SIDE1-1,2,3,4／SIDE2-4）、永田一郎（SIDE1-5）、清水信之（SIDE2-1,3,4,5）、松田真人（SIDE2-2）、来生たかお（SIDE2-2）
- Accordion：清水信之（SIDE2-4）
- Guitar：松下誠（SIDE1-1,3,5）土方隆行（SIDE1-2）、鳴海寛（SIDE2-2）、清水信之（SIDE2-1,3,5）
- Bass：高水健司（SIDE1-1,2,3）、多田文信（SIDE2-2）
- Drums：岡本郭男（SIDE1-2）、河野道生（SIDE2-2）、清水信之（SIDE2-3）
- Chorus：比山清（SIDE1-3／SIDE2-2,3,5）、木戸康弘（SIDE1-3／SIDE2-2,3,5）、平塚文子（SIDE1-3／SIDE2-2,3,5）
- Strings：加藤グループ（SIDE1-1,2,5）、飛鳥グループ（SIDE2-1,4）
- Synthesizer Operation：森達彦（Hammer）（SIDE1-1,2,3,4,5）、石川鉄男（Smile）（SIDE2-1,5）、清水信之（SIDE2-1,3,4,5）
- Sax：渕野繁雄（SIDE1-3）、ジェイク H. コンセンセプション（SIDE2-3）
- Trumpet：兼崎順一（SIDE1-3）、数原晋（SIDE2-3）

## 参加スタッフ
- Executive Producer：多賀英典
- Director：高橋良一
- Recording Engineer：清水高志、脇田貞二
- Mixing Engineer：清水高志
- Assistant Engineer：藤沢茂利、Shinji Kobayashi
- Vocal Produce：Yasuhiro Kawabe BRUTO
- Art Direction & Design：Akihito Kume BRUTO
- Photographer ：Takahiko Yamamura
- Illustration：Hiroshi Sakaki HARLEM JAZZ STUDIO
- Stylist：金井まさみ
- Hair & Make-up：Shoji Koshinuma
- Coutume：Mr.Van
- Special Thanks To 竹脇隆（Kitty Artists）、宮崎真哉（Kitty Music Corp.）、小宮優子（Kitty Records）